# Lapaz
Lapaz (en rus: Лапаз) és un poble de l'óblast d'Orenburg, a Rússia, segons el cens del 2010 tenia 503 habitants, és la seu administrativa del districte homònim.